# Matthaeus Fortunatus
Matthaeus Fortunatus (Pannonicus), (* nach 1480 in  Ungarn; † 1528 in Eger) war ein ungarischer Humanist des 16. Jahrhunderts.

## Leben
Über Fortunatus’ Ursprünge und Jugend ist wenig bekannt. Möglicherweise war er dalmatischer oder slawonischer Abstammung, ist aber in Ungarn geboren.
1506 verfasst er ein Gedicht, in dem er die Geburt des späteren Königs  Ludwig II. feierte. 1521 traf er in Buda auf den Humanisten István Brodarics (1470–1539) und begleitete diesen im folgenden Jahr auf seiner Reise als Botschafter nach Italien. Die beiden besuchten im Frühjahr Venedig und danach Padua, wo Fortunatus blieb, um seine humanistische Bildung zu vervollständigen, während Brodarics weiter nach Rom reiste. Fortunatus knüpfte in Padua Kontakte zu einflussreichen und hochgestellten ungarischen Studenten, besonders zu Orbán Batthyányi.
In Padua gab Fortunatus eine Ausgabe der Questiones naturales von Seneca heraus, die 1523 bei Aldus Manutius in Venedig erschien. Sie basierte auf der Ausgabe von Erasmus von Rotterdam (Basel 1515), korrigierte aber viele darin enthaltene Fehler. Die Veröffentlichung fand auch das Lob des Erasmus, der in einer zweiten Ausgabe 1529 Fortunatus als Ko-Autor aufführte. Das Buch widmete er dem Fürsten Gianludovico Saluzzo, der mit Ludwig II. verwandt war und ein Patron ungarischer Studenten in Padua war. Das Vorwort zu dem Buch ist eine der Hauptquellen für das Leben von Fortunatus. Er berichtet darin, dass er an einer Ausgabe der Naturgeschichte des Plinius arbeite, die aber nicht erschien.
Als sein Freund Batthyányi 1523 nach Ungarn zurückkehrte, geriet er in finanzielle Not, die erst gelindert wurde, als dieser ihm 1524 Geld schickte. Wahrscheinlich kehrte Fortunatus bald darauf in sein Heimatland zurück, das allerdings durch Kriege erschüttert war (Schlacht bei Mohács, 1526). Am Rand eines Exemplars der Seneca-Ausgabe von Erasmus von 1529 in der Universitätsbibliothek von Budapest findet sich der Eintrag, das Fortunatus 1528 in Eger gestorben sei – was Erasmus selbst nicht bekannt war, als er das Buch 1529 drucken ließ.